# Pic de Jallouvre
Le pic de Jallouvre est un sommet de la chaîne du Bargy, dans le massif des Bornes, dans le département de la Haute-Savoie.

## Géographie
Avec 2 408 mètres d'altitude, c'est le second plus haut sommet de la chaîne du Bargy et le point culminant de la commune de Glières-Val-de-Borne donc le village du Petit-Bornand-les-Glières se trouve à l'ouest.
Il domine le col de la Colombière situé à l'est, le village du Chinaillon sur la commune du Grand-Bornand situé au sud, le lac de Lessy situé au sud-ouest et le col de Cenise situé au nord. Juste au nord-est, par-delà le col du Rasoir se trouve la pointe Blanche, point culminant de la chaîne du Bargy avec 2 438 mètres d'altitude. Son arête nord-ouest comporte une antécime, la dent de Jallouvre à 2 052 mètres d'altitude qui domine le col de Sosay situé à 1 919 mètres d'altitude.
Son sommet est accessible par son arête nord-est via le col du Rasoir qui peut être rejoint depuis le col de Cenise au nord ou le col de la Colombière à l'est.

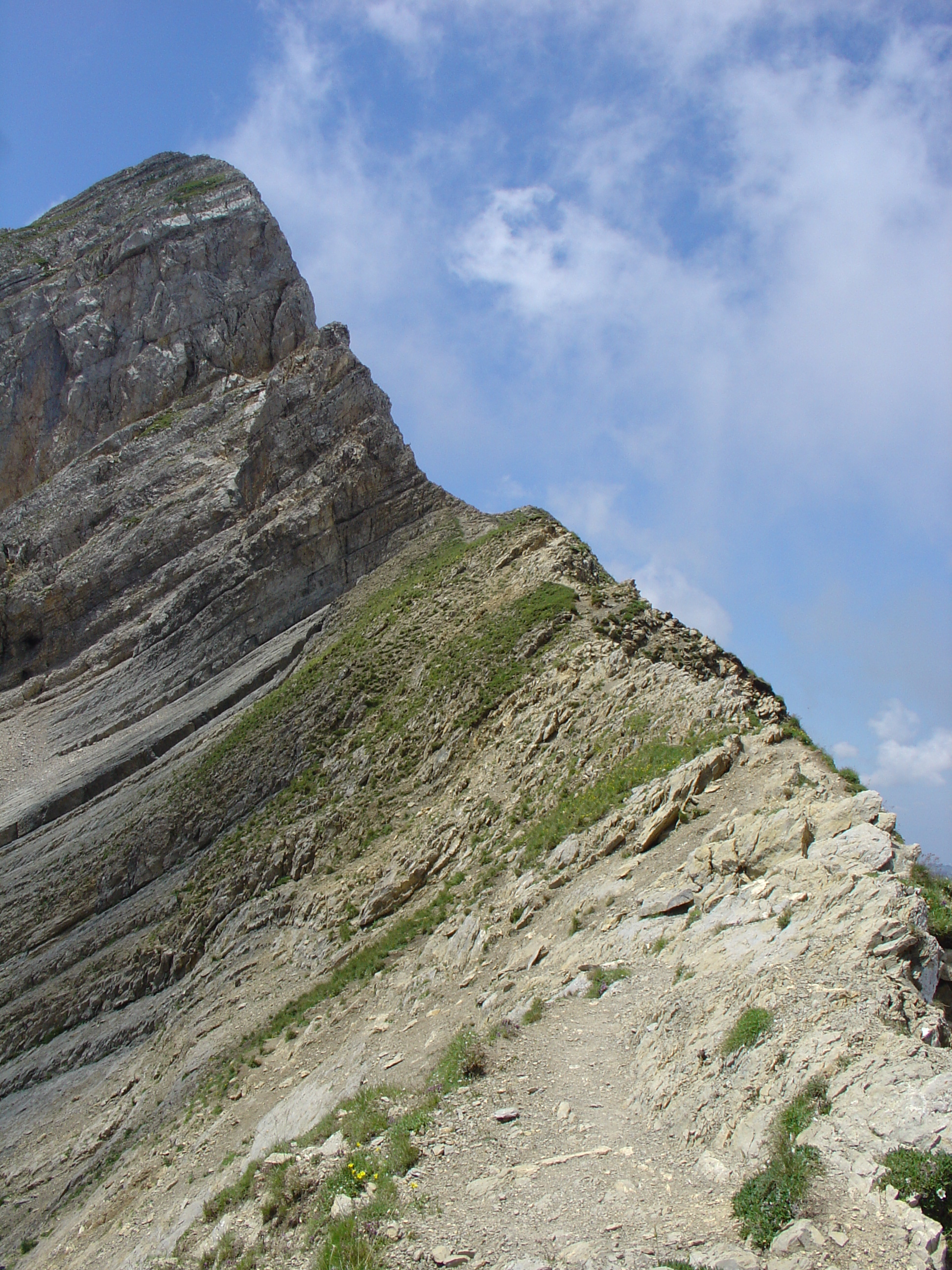
Vue du sommet du pic de Jallouvre depuis le col du Rasoir.
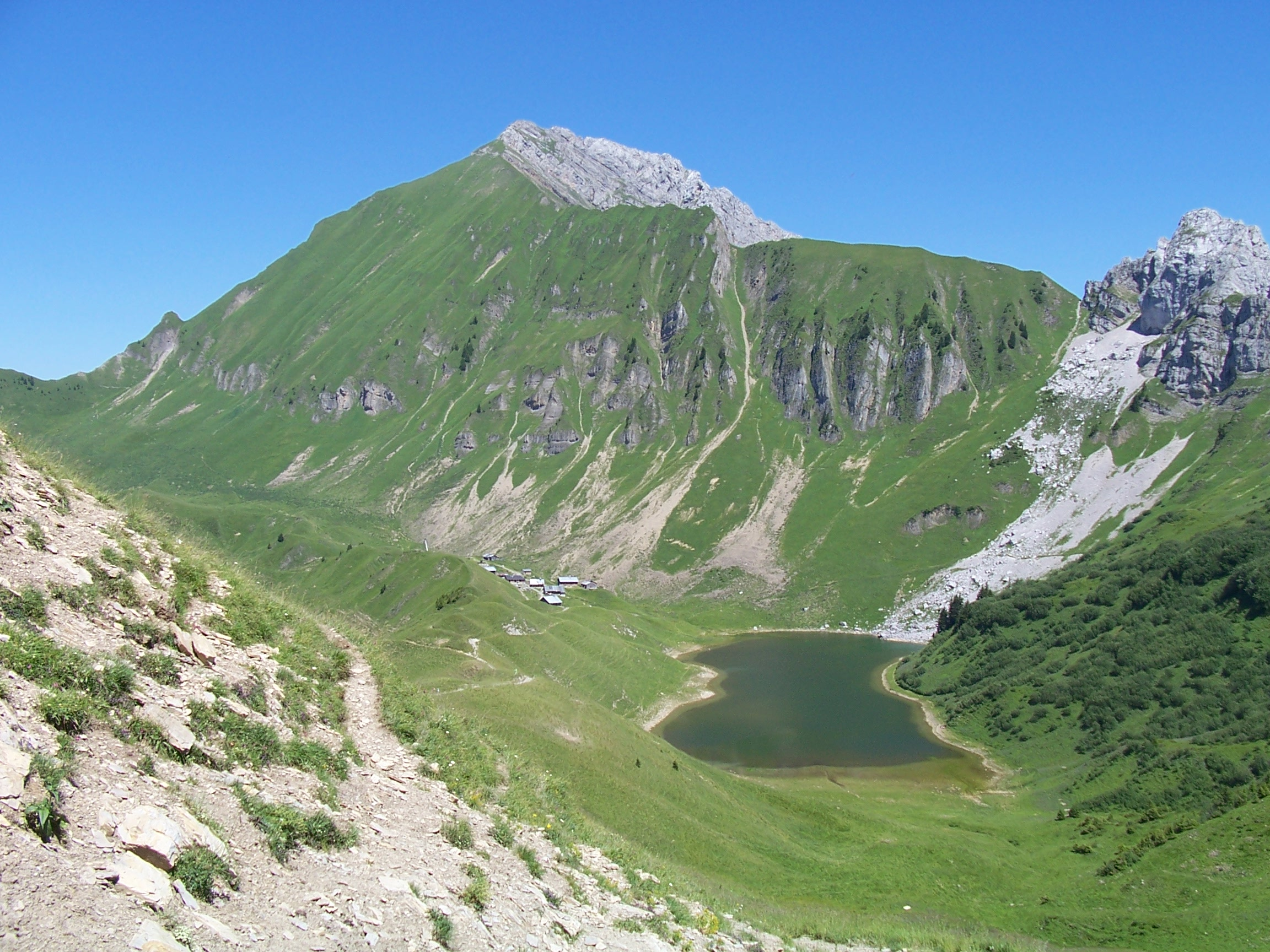
Vue du pic de Jallouvre avec au premier plan le lac de Lessy.
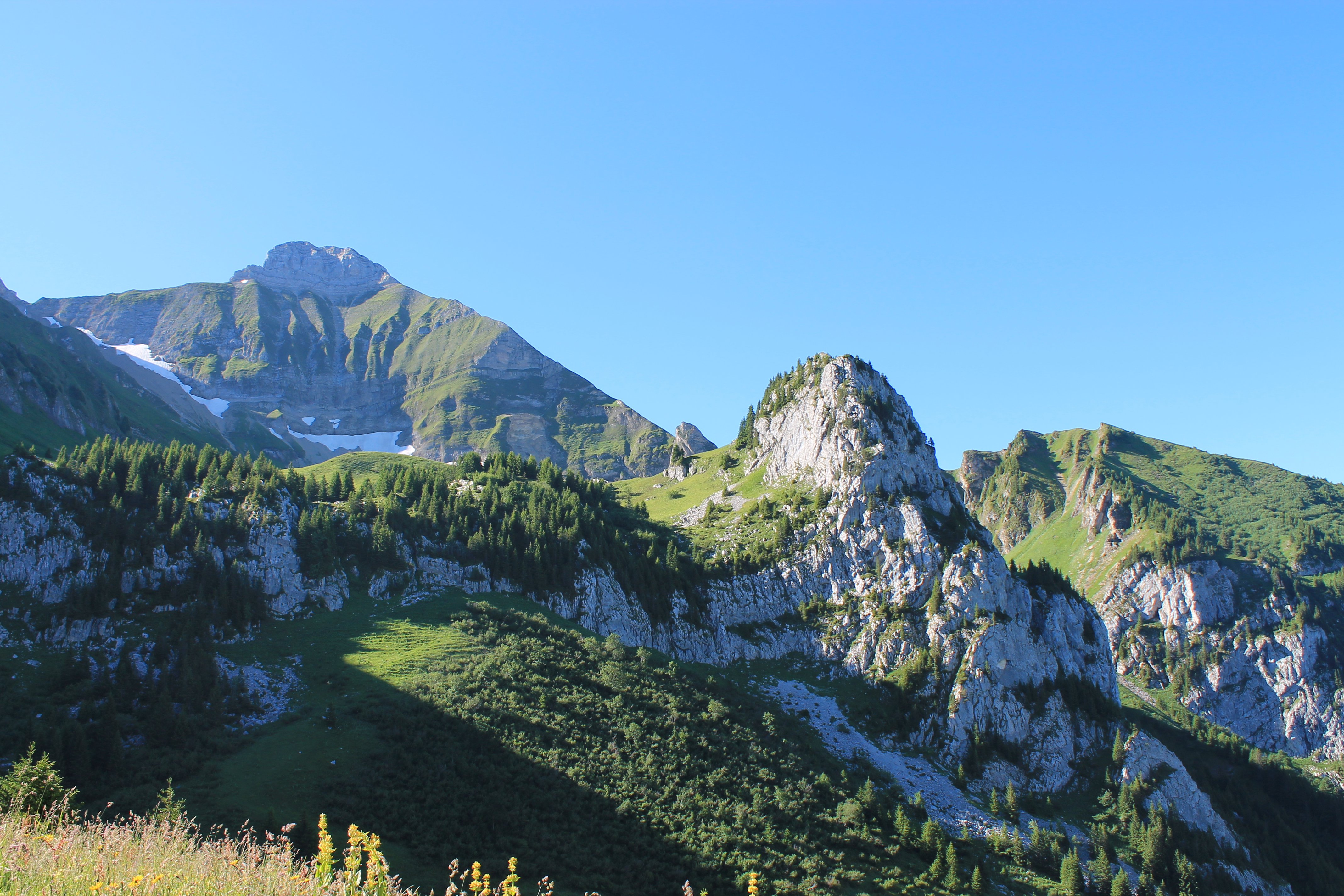
Vue du pic de Jallouvre depuis le col de Cenise.
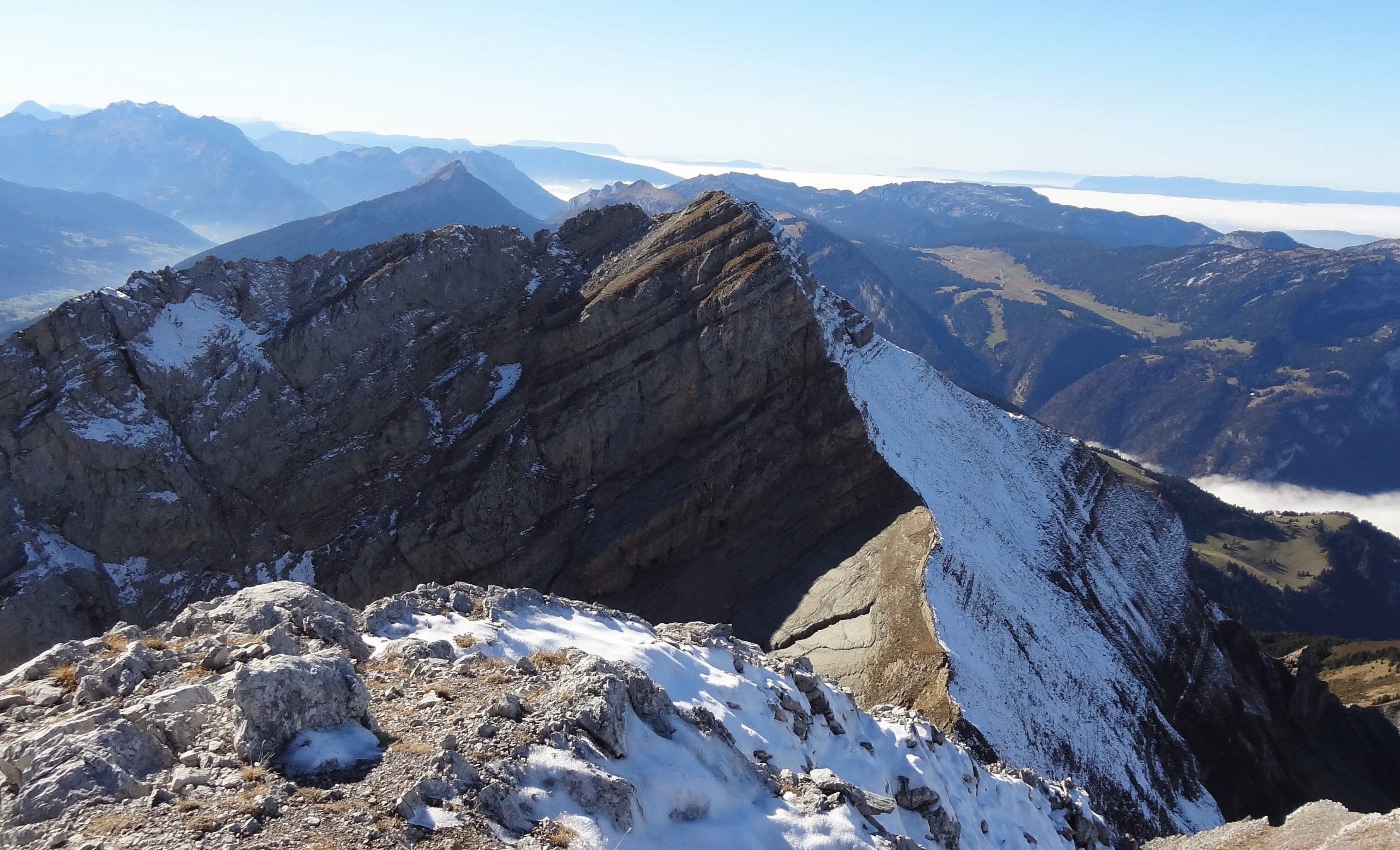
Vue du pic de Jallouvre depuis la pointe Blanche.
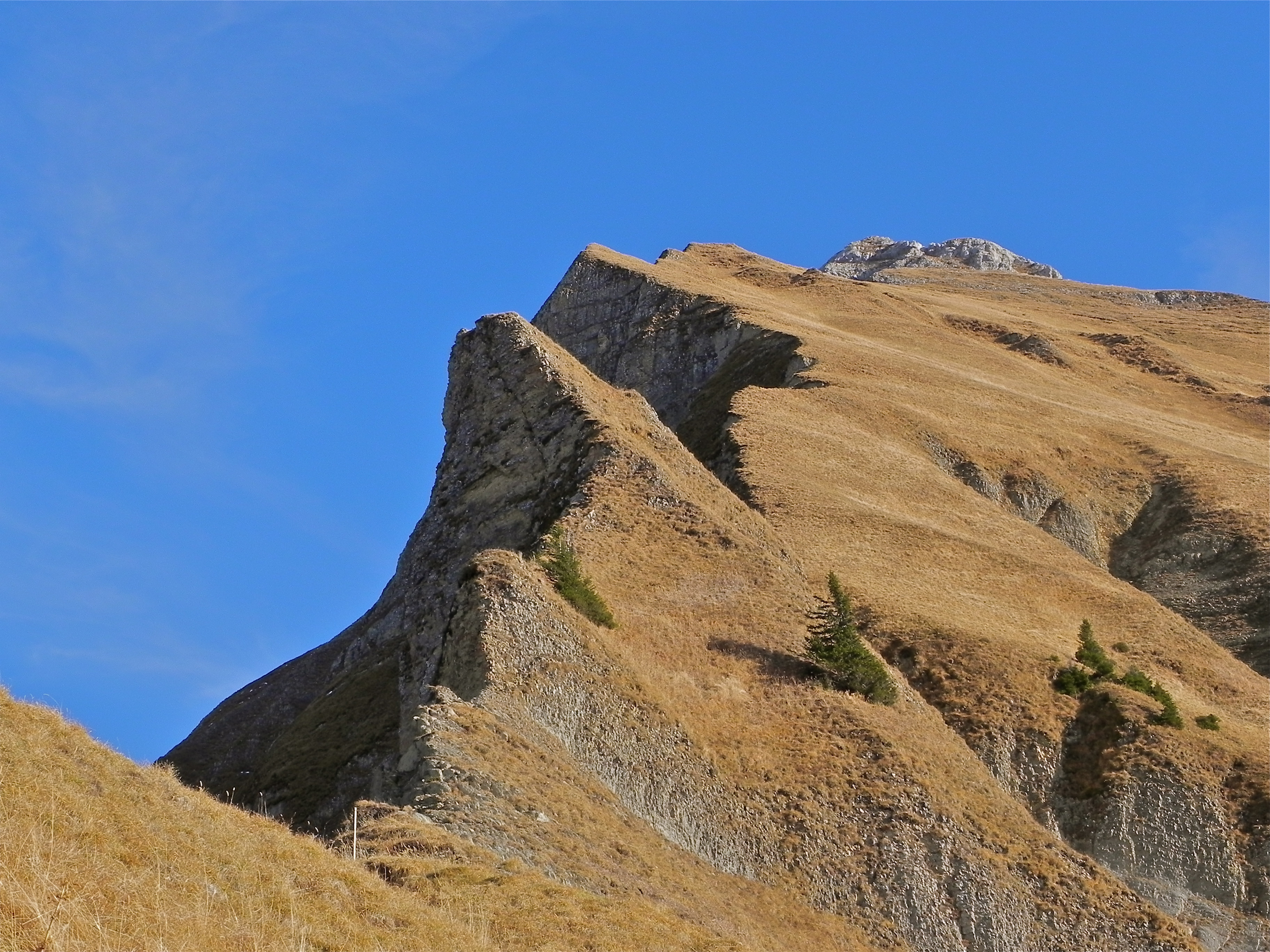
Vue depuis le col de Sosay de la Dent de Jallouvre dominée par le pic de Jallouvre.

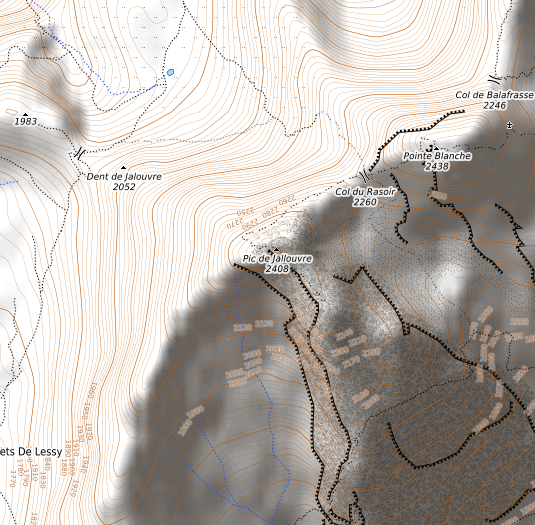
Carte topographique du pic de Jallouvre.